# Mezinárodní letiště Fu-čou Čchang-le
Mezinárodní letiště Fu-čou Čchang-le (čínsky v českém přepisu Fu-čou Čchang-le kuo-ťi ťi-čchang, pchin-jinem Fúzhōu Chánglè Guójì Jīchǎng, znaky zjednodušené 福州长乐国际机场, tradiční 福州長樂國際機場, IATA: FOC, ICAO: ZSFZ) je mezinárodní letiště u Fu-čou, hlavního města provincie Fu-ťien v Čínské lidové republice. Leží u břehu Tchajwanského průlivu ve vzdálenosti přibližně padesáti kilometrů východně od centra Fu-čou na území obvodu Čchang-le, podle kterého se jmenuje.
V rámci pořadí nejrušnějších čínských letišť podle počtu cestujících se dlouhodobě pohybuje v třetí desítce.